# 亞歷山大·涅夫斯基廣場I站
亞歷山大·涅夫斯基廣場I站（羅馬化：Ploshchad Aleksandra Nevskogo-1）是聖彼得堡地鐵的一個車站。亞歷山大·涅夫斯基廣場I站開通於1967年11月3日，是聖彼得堡地鐵3號線的一個車站。